# Ridgeway (wieś)
Ridgeway – wieś w Stanach Zjednoczonych, w stanie Wisconsin, w hrabstwie Iowa.